# Fred Tootell
Frederic Delmont Tootell, detto Fred (Lawrence, 9 settembre 1902 – Wakefield, 29 settembre 1964), è stato un martellista statunitense, campione olimpico a Parigi 1924.

## Biografia
Ai Giochi olimpici di Parigi 1924 vinse l'oro nel lancio del martello superando lo statunitense Matt McGrath (medaglia d'argento) e il britannico Malcolm Nokes.

## Palmarès
| Anno | Manifestazione  | Sede   | Evento              | Risultato | Prestazione | Note |
| ---- | --------------- | ------ | ------------------- | --------- | ----------- | ---- |
| 1924 | Giochi olimpici | Parigi | Lancio del martello | Oro       | 53,295 m    |      |